# Коммандо 4 (Конго)
Коммандо 4 (англ. 4 Commando) — подразделение европейских и евроафриканских наёмников периода Конголезского кризиса 1960-х.

## Отряд
В подразделении служили ветераны Второй мировой войны, а также отставные военнослужащие армий Родезии и Израиля. В «Коммандо 4», помимо бывших бойцов воинских частей, набирали врачей и пилотов. Формирование возглавлял Майк Хоар. В национальном плане среди членов группы преобладали французы, бельгийцы, ирландцы и родезийцы.

## Боевой путь
Группа сражалась на стороне сепаратистов Катанги. Её участие в конфликте в Конго было ограниченным и недолгим.
Иностранцы успешно противостояли Конголезской национальной армии и ополчению народности балуба. Самое крупное вооружённое столкновение с участие бойцов «Коммандо 4» произошло 7—11 апреля 1961 года против миротворцев ООН. К августу/сентябрю 1961 года наёмнники были вытеснены из Катанги, потерпев поражение от миротворцев из Малайзии. Попутно отряд успел отметиться во время осады Жадовиля, где вместе с катангцами выступил против ирландских военных под командованием Патрика Куинлана.
Наёмники сильно подвели катангских сепаратистов, которые возлагали на них большие надежды в деле своей борьбы за независимость. В декабре 1961 года «Коммандо 4» расформировали, но его бывший командир Хоар собрал новый отряд, получивший название «Коммандо 5».